# 小森林 (日本電影)
《小森林》（日语：リトル・フォレスト）由森淳一導演執導、橋本愛主演。本片改編自五十嵐大介的漫畫《小森林》，共改編成《夏》《秋》《冬》《春》4部曲，發佈时是分別將夏篇與秋篇、冬篇與春篇合併在一起上映。先放映的季節(部曲)的片尾流过之後，下一個季節(部曲)才繼續放映。故事講述從都市回歸農村故鄉「小森」生活的市子，在返鄉生活期間的體認與經歷。
夏・秋季篇2014年8月30日起在日本全国30間電影院公開上映。冬・春篇在2015年2月14日公開。
夏・秋篇在第18届日本新媒體動漫藝術節上被選為娛樂部門的審查委員會推薦作品。
在日本以外的電影節上，夏秋篇於2014年9月19日開始的第62屆聖塞巴斯蒂安國際電影節的烹飪電影部門展出，並在晚宴上放映。2015年2月10日，冬春篇在第65屆柏林影展的烹飪電影部門正式上放映。
電影整體獲得的評價以正面居多，特別是演員的表現、攝影、剪輯、對農村風光與生活的描繪獲得好評。

## 劇情簡介

### 夏
主人公市子居住在既没有超市又遠離大型商店的東北小村落——小森，自己耕田種地，過着几乎自给自足的生活。在農活的間隙，市子為了緩解夏季的濕氣，在家裡燒柴的同時還烤起了麵包和自製米酒和朋友悠太共享。她曾和男友在城市裡生活，但是因為無法融入城市生活，又回到了小森。在採集茱萸果實準備做果醬時，她也會想起和男友的點滴。她的厨藝受教於她的母親福子，福子會自製伍斯特辣醬油和麵包抹醬，因此耳濡目染長大的市子，不知道这些東西在城裡的商店有售賣，常常感到很驚訝，因此造就了她堅信實踐才是真理的性格，凡事都要自己做才满意。在只有野菜蕎麥麵才能引起食慾的炎熱夏季，市子和朋友悠太一起去養魚場打臨工，爾後養魚場的老闆為答謝兩人的幫忙，請兩人享用烤紅點鮭魚及味噌湯。雖然與悠太同樣是從城市回到鄉下生活，但悠太總覺得市子跟他自己不太一樣，似乎是因為某種原因才回到鄉下。市子開始在多雨的小森種植番茄，但收成總是不佳，看到鄰近種植番茄的農家大多都購置塑料棚，收成也不錯，一度也想如法砲製，但就是下不了決心。一旦買下塑料棚，就表示自己以後要定居在小森了，但這也不是她真正的意願…

### 秋
在秋天，住在小森的人們若想取得生長於大自然的食材，就必須與動物競爭。這天市子採了五葉木通的果實，與好友紀子一同分享，剩下的外皮則炒成一盤小菜。去年收成的米和核桃做成炊飯，配菜是養魚場捕獲的季末紅點鮭做成的炸魚。村裡的人常用栗子做成糖煮栗子，冬季來臨之前會將番薯及芋頭煮熟曬乾，做成番薯片及芋頭片儲存備用，也能當作茶點食用。稻田常有許多害蟲，市子開始養鴨，以自然的「合鴨農法」在不使用農藥的方式下，讓稻作及鴨群健康的成長。當然這些鴨群也會成為市子的桌上料理。在料理時，市子突然想起自己不告而別的母親。母親種植農作物時，從不除去田中的雜草，這樣市子相當懷疑，母親用這樣的方法種出來的蔬菜是否會好吃。她以母親常用的料理方式炒了盤青菜，發現口感不佳。之後才想起母親在烹煮青菜前，會將青菜的筋絲去除，她如法砲製，又再炒了一盤青菜，口感清脆爽口。一切都只是市子想太多了。下著大雪的某日，市子收到了母親的來信…

### 冬
在市子小時候，有位外國人到家中拜訪，對於市子的母親福子做的紅綠雙色聖誕蛋糕感到好奇。現在的市子，則是用紫糯米釀成的甜酒及南瓜，作成紫黃兩色的聖誕蛋糕。元月，市子與紀子和悠太三人就以此蛋糕當點心，辦了一場新年忘年會。市子小時候附近的小學分校會舉辦搗麻糬大會，村中的阿姨嬸嬸們會以砂糖及醬油調味，做出市子最愛吃的麻糬。現在的市子則是以自動的搗麻糬機做了納豆麻糬。小森的冬天嚴寒，大雪紛飛，這時市子就會做蘿蔔乾，外頭的嚴寒氣候，正是最自然的冷凍庫。泡開的蘿蔔乾與紅蘿蔔、米湯水泡開的醃鯡魚、野菜及竹筍一起燉煮，就能成為一道美味的佳餚。屋子外樹上的柿子成熟了，去除蒂頭之後，在戶外自然風乾，就成了可當作茶點的柿餅，也能與蘿蔔乾做成涼拌小菜。在超市打工時，市子與一名男同事頗有交情。某天市子替自己及男同事做了味噌飯糰、煎蛋卷及醃漬小蘿蔔的便當，大受男同事好評。高興不已的市子隔天又做了兩份便當，午餐時間卻不見男同事到來，這才發現男同事已經有女朋友了。市子以吃甜食當做消除壓力的良方，像是包了甜餡的饅頭，或是用紅豆做的杯子蛋糕，都是她的最愛。除了甜食，市子也會做以小麥粉做成的麵疙瘩。某一個寒冷的日子，好友紀子帶了一鍋自家煮的咖哩，市子以小麥粉做了烘薄餅，與紀子一同品嚐。悠太一直對市子刻意與其他村民保持距離的態度感到疑惑，告訴她「我很佩服妳什麼都自己來，但妳好像在逃避什麼」，市子無言以對…

### 春
小森的春天，梅花和樱花開滿，四處長滿了山菜，此時又是一年一度的插秧季節。市子來到山中摘了楤木的嫩芽，回家之後做了天婦羅。市子想起母親是在一個大雪紛飛的日子離家的。當天母親做完以蜂斗菜為材料的味噌拌醬後，突然不知去向。從那一天開始，市子就獨自一人在此地生活。雖然她與學弟悠太是無話不聊的好朋友，但她自己其實對男性並沒有什麼特別的想法。紀子來訪，向市子大吐職場上的苦水，市子以薤白及大白菜、鱒魚為食材，做了一道意大利麵，慰勞辛苦工作的好友。市子異想天開，用炒過的高麗菜做了蛋糕，來訪的悠太品嚐過後表示味道跟什錦燒一模一樣。母親失蹤前，曾做了自己引以為傲的馬鈴薯麵包，但卻不告訴市子做法，「也許妳20歲時我會告訴妳」。失蹤多年的母親來信了，但只說明自己的近況，自己不告而別的原因卻隻字未提。市子在馬鈴薯收成之後，離開了小森。之後由悠太與紀子繼續照料市子離開前種植的洋蔥。兩人雖然不知道市子離開的原因，但兩人一致都相信，市子有一天一定會再回來。5年後市子與未婚夫回到了小森，參加在當地已廢校的小學分校舉辦的地區振興活動。此時的悠太與紀子也已結婚，並育有一子。市子與未婚夫跟其他幾位舞者，在舞台上表演神樂舞，為小森的地區振興盡一分心力。

## 演員陣容

### 夏・秋篇
- 市子 - 橋本愛
- 佑太 - 三浦貴大
- 紀子 - 松岡茉優
- 重幸 - 温水洋一
- 福子 - 桐岛加恋（日语：桐島かれん）
- 紀子的祖父 - 岩手太郎（日语：岩手太郎）（只在秋篇）
- 紀子的祖母 - 北上奈緒（日语：北上奈緒）（只在秋篇）
- 附近主婦1 - 佐藤幸子
- 附近主婦2 - 千葉登喜代（日语：千葉登喜代）
- 郵差 - 小島康志（日语：小島康志）（只在秋篇）
- 市子（小学生）- 篠川桃音（日语：篠川桃音）
- 紀子（小学生）- 照井麻友（日语：照井麻友）（只在秋篇）
- 市子的前男友 - 南中将志（日语：南中将志）（只在夏篇）
- 老爺爺 - 山形吉信（日语：山形吉信）（只在夏篇）

演員出处

### 冬・春篇
- 市子 - 橋本愛
- 佑太 - 三浦貴大
- 紀子 - 松岡茉優
- 重幸 - 温水洋一
- 福子 - 桐岛加恋
- 威廉 - 依恩・摩爾（日语：イアン・ムーア）（Ian Moore）（只在冬篇）
- 紀子的祖父 - 岩手太郎（只在春篇）
- 紀子的祖母 - 北上奈緒
- 附近主婦1 - 佐藤幸子
- 附近主婦2 - 千葉登喜代
- 郵差 - 小島康志（只在冬篇）
- 市子（小学生）- 篠川桃音
- 紀子（小学生）- 照井麻友（只在冬篇）
- 超市打工的男性 - 栗原吾郎（日语：栗原吾郎）（只在冬篇）
- 店員A - 坂場元（日语：坂場元）（只在冬篇）
- 店員B - 渡边佑太朗（日语：渡辺佑太朗）（只在冬篇）

演員出处

## 製作
原作由導演森淳一親自改編成劇本。女主角市子的好友由與橋本私交甚篤的松岡茉優飾演，這是兩人繼電影《聽說桐島退社了》及日劇《小海女》之後的第3度合作。主題曲由參與2006年電影《太陽之歌》演出及主題曲主唱的歌手yui演唱。她本人並親自為本片依照季節寫下了《FLOWER FLOWER》的「春」「夏」「秋」「冬」4首曲子。
拍攝場景為與原作相同的岩手縣奧州市衣川區大森，市子家的場景則是在同市前澤區拍攝，劇組將當地的一間穀倉改建重新使用。2013年7月開拍，拍攝時間約為1年。岩手縣出身的攝影師小野寺幸浩將當地的農家景緻拍攝的極為細緻。實際的農業耕作及料理皆由橋本愛本人親自完成，不假手他人。春季篇的神樂場景是橋本愛專程自東京前往岩手拜師學藝，經過1個月的練習之後，在電影中親陣上場表演。

### 工作人員
- 導演、編劇 - 森淳一（日语：森淳一）
- 原作 - 五十嵐大介
- 音樂 - 宮内優里
- 食品監製 - eatrip（日语：eatrip） 野村友里、山本有紀子
- 主題曲 - FLOWER FLOWER（日语：FLOWER FLOWER）「夏」「秋」「冬」「春」（gr8!records）
- 製作 - 大角正、加太孝明、中村理一郎、宮本直人、鈴木伸育、松田陽三、板東浩二、宮田三清
- 執行製作人 - 高橋敏弘
- 製作人 - 守屋圭一郎、石田聪子
- 企劃 - 河合勇人
- 攝影 - 小野寺幸浩
- 照明 - 高田紹平
- 美術 - 禪洲幸久
- 錄音 - 田中博信
- 裝飾 - 台正孝
- 造型師 - 宮本茉莉
- 美髮 - 小林真之
- 角色分配 - 緒方慶子
- 編輯 - 瀧田隆一
- 視覺特效總監 - 樋口良
- 副導演 - 水野貴之
- 製作主管 - 金子賢太郎
- 製片經理 - 山下秀治
- 發行 - 松竹媒体事业部
- 企劃製作工作室 - Robot
- 製作 - 「小森林」製作委員会（松竹、Robot、电通、GYAO!、讲谈社、读卖新闻社、ACTIVE CINE CLUB（英语：アクティブ・シネ・クラブ））

## 評價
《小森林》系列的《夏・秋篇》和《冬・春篇》在日本電影評論網站Filmarks皆取得4顆星（滿分五顆星）的評價。在IMDB的評分，分成《夏・秋篇》和《冬・春篇》，該網站滿分10分的評比標準中，《夏・秋篇》獲得的平均分數為7.7，《冬・春篇》的平均分數則是7.6。

## 相關商品
月台媒體
- 夏・秋篇 - 2015年1月28日发售。蓝光版和DVD版2种。
- 冬・春篇 - 2015年7月29日发售。蓝光版和DVD版2种。

映像配信
4部作品全篇约138分钟汇总的特别编辑版《Little Forest 四季》已在GYAO!限量发布。
音楽商品
FLOWER FLOWER《色》（しき）
另外4首主题曲还收录在了迷你专辑中。2015年2月18日发售。2月11日开始提前发行。
- 初回限定盘（DVD）SRCL-8738〜9 
  - DVD电影画面是用在了4首主题曲的MV中。

- 通常盘 SRCL-8470 
  - 只有主题曲乐曲外共计5首歌曲。

### 引見
1. 1 2 3  Little Forest–夏・秋編パンフレット（松竹株式会社事業部）
2. 1 2 3  Little Forest–冬・春編パンフレット（松竹株式会社事業部）
3. ↑  五十嵐大介「リトル・フォレスト」映画化、主演は橋本愛 （页面存档备份，存于）コミックナタリー2014年1月18日
4. ↑  映画『リトル・フォレスト 夏編・秋編』平成26年度（第18回）文化庁メディア芸術祭エンターテインメント部門審査委員会推薦作品に選出 （页面存档备份，存于）CINEMA TOPICS ONLINE2014年11月28日
5. ↑  Culinary Zinema （页面存档备份，存于）サン・セバスチャン国際映画祭サイト
6. ↑  「リトル・フォレスト」サン・セバスチャン映画祭でディナー付きプレミア上映 （页面存档备份，存于）映画.com2014年10月1日
7. ↑  橋本愛、華やかなアンティークの着物姿でベルリン映画祭に初参加 （页面存档备份，存于）映画.com2015年2月12日
8. ↑  松岡茉優が明かす盟友・橋本愛への思い 貪欲な姿勢がもたらす規格外の可能性 （页面存档备份，存于）、映画.com、2014年8月29日
9. ↑  映画「リトル・フォレスト」主題歌：yui率いるFLOWER FLOWER新曲4曲書きおろし 的存檔，存档日期2015-11-21.
10. ↑  農業少女・橋本愛、カモをさばく！主演映画『リトル・フォレスト』映像が初公開 （页面存档备份，存于）シネマトゥディ2014年3月6日
11. ↑  . Filmarks. 2021-04-22  [2022-04-222]. （原始内容存档于2022-04-22）.
12. ↑  . Filmarks. 2021-04-22  [2022-04-222]. （原始内容存档于2022-04-22）.
13. ↑  . IMDb.   [2022-04-12]. （原始内容存档于2022-04-13）.
14. ↑  . IMDb.   [2022-04-12]. （原始内容存档于2022-04-13）.
15. ↑  リトル・フォレスト 四季 的存檔，存档日期2015-09-28.、GYAO!、2015年9月19日閲覧。

## 外部連結
- 映画公式サイト （页面存档备份，存于）
- リトル・フォレスト的X（前Twitter）
- リトル・フォレスト的Facebook專頁
- リトル・フォレスト 夏・秋 - allcinema（日語）
- リトル・フォレスト 夏・秋 - KINENOTE（日語）
- リトル・フォレスト 冬・春 - allcinema（日語）
- リトル・フォレスト 冬・春 - KINENOTE（日語）
- 橋本愛用料理療癒人生 《小森食光/夏秋篇》中文正式預告 （页面存档备份，存于）
- 橋本愛四季時光療癒最終回《小森食光/冬春篇》中文正式預告 （页面存档备份，存于）